# Cercobelus saki
Cercobelus saki är en stekelart som beskrevs av Hayat 2005. Cercobelus saki ingår i släktet Cercobelus och familjen sköldlussteklar. Inga underarter finns listade i Catalogue of Life.